# موتور أحمد نارويي واحد بامري
موتور أحمد نارويي واحد بامري (بالإنجليزية: Mowtowr-e Ahmad Naruyi Vahad Bamri)‏ هي منطقة سكنية تقع في سيستان وبلوتشستان في إيران.